# The Egyptian Gazette
The Egyptian Gazette er en egyptisk avis der udgives dagligt og som er engelsk sproget, avisen er en del af nyheds mediehuset Al Gomhuria. Avisen udkom første gang i januar 1880 og er den ældste engelsk sproged avis i mellemøsten.
Avisen redaktør er Ramadan Abdel Kader.